# Estland 200
Estland 200, estniska: Eesti 200, förkortas E200, är ett liberalt politiskt parti i Estland, bildat 2018. Partiet uppnådde 13,3 procent av rösterna i valet till Riigikogu 2023 och valdes därmed för första gången in i parlamentet. 
Partiet startade som en politisk rörelse vars manifest först publicerades i Postimees 2 maj 2018. Manifestet undertecknades av Priit Alamäe, Indrek Nuume, Küllike Hein, Kristina Kallas och Kristiina Tõnnisson. Partiet ser enligt manifestet som sin uppgift att föreslå och genomföra reformer för att modernisera Estland, och har ett socialliberalt, ekonomiskt liberalt och progressivt program.

## Ideologiska ställningstaganden
Estonia 200 beskriver sig självt som ett liberalt och progressivt parti. Partiet stöder Estlands medlemskap i både Nato och EU, samt stöder att samkönade äktenskap erkäns i lag och att internettillgång definieras som en mänsklig rättighet. Partiet vill också stödja lokala initiativ för förnybara energikällor och skapa obligationer för finansiering av hållbarhetsprojekt. Det förespråkar att psykisk hälsa inkluderas i skolans läroplaner, samt att 1 % av kommunbudgetar ska reserveras för investeringsprojekt som väljs av lokalborna. Man vill att kommunal politisk representation till 50 procent ska bestå av politiker och till 50 procent av experter och intresseorganisationer. Partiet vill även se en sänkning av statsbidragen till partiväsendet. Partiet är också positivt ställt till att främja estlandssvenska dialekten.